# Schwarzacher Köpfchen
Das Schwarzacher Köpfchen ist das Fragment eines bemalten Kirchenfensters von der Wende des 10. zum 11. Jahrhundert und gilt als die älteste figürliche Glasmalerei, die in Europa erhalten ist. Es wurde im Münster Schwarzach, Landkreis Rastatt, gefunden und befindet sich im Badischen Landesmuseum Karlsruhe.

## Objekt
Das Fragment misst nur 4,8 × 6,8 cm, ist der Rest eines Kirchenfensters, war ursprünglich in einer Blei-Rahmung gefasst und in einem sehr viel größeren Kirchenfenster montiert. Die Maße des Köpfchens weisen auf eine ursprüngliche Größe der Figur von etwa 40 cm hin, die wohl Teil einer szenischen Darstellung war. Die erhaltene Scheibe zeigt Gesicht und Hals eines bartlosen Mannes, das mit einer Vierteldrehung links gewandt ist. Er trägt etwa kinnlange Haare. Die Augen sind relativ groß dargestellt.
Als Folge der Verwitterung durch jahrhundertelange Lagerung im Boden und die dadurch ausgelösten chemischen Reaktionen ist die ursprüngliche Farbigkeit verloren: Die Farben haben sich zu einer bräunlichen Substanz zersetzt und waren nur noch lose mit dem Glas verbunden. In den Jahrzehnten nach dem Fund wurde er zweimal restauratorisch gesichert.
Das Schwarzacher Köpfchen gehört der Kirchengemeinde Schönmünster-Schwarzach, die es als Dauerleihgabe dem Badischen Landesmuseum Karlsruhe überlassen hat.

## Herkunft
Im Rahmen archäologischer Ausgrabungen, die von 1964 bis 1968 im Schwarzacher Münster, der romanischen Kirche des ehemaligen Benediktinerklosters in Rheinmünster-Schwarzach stattfanden, kam die Scheibe im nördlichen Querhaus zu Tage. Das Fragment lag außerhalb des Vorgängerbaus der heutigen Kirche in der Verfüllung eines Grabes, die später noch einmal durch weitere Erdarbeiten gestört worden war, ein Befund, mit dem eine Datierung nicht möglich ist. Die Datierung der Scheibe hängt also ausschließlich an ihrer kunsthistorischen Einordnung.

## Bewertung
Starke stilistische Übereinstimmungen mit der Buchmalerei des Klosters Reichenau in der Zeit um 1000 haben dazu geführt, auch die Scheibe diesem Zeitraum zuzuordnen. Besonders eng sind die Parallelen zu dem Evangeliar Kaiser Ottos III. (980–1002). Da in dieser Zeit weder bildliche Vorlagen weitergegeben wurden noch die Reichenauer Glasmaler an anderen Orten tätig waren, geht die Forschung davon aus, dass das Schwarzacher Köpfchen auf der Insel Reichenau geschaffen wurde. Die stilistisch zum Schwarzacher Köpfchen extrem unterschiedlichen, untereinander aber sehr ähnlichen, in der Datierung aber wiederum zunächst weit vor und weit nach dem Schwarzacher Köpfchen datierten Scheiben aus Weißenburg und Lorsch riefen zunächst in der Wissenschaft Irritation hervor. Inzwischen wird aber die früher für karolingisch gehaltene Scheibe aus dem Kloster Lorsch auf die Mitte des 11. Jahrhunderts datiert, so dass dieser scheinbare Widerspruch aufgehoben ist.